# Michele Tortorici
Michele Tortorici (né le 15 juillet 1947 à Trapani) est un poète, prosateur, critique littéraire et historien de la littérature italien.

## Biographie
Né à Trapani, Michele Tortorici est originaire de Favignana (la plus grande des îles Égades, à l'ouest de la Sicile). Il vit à Velletri, au sud de Rome. Professeur de lettres classiques puis proviseur, il a par la suite mené une carrière dans l'administration pédagogique où il s'est spécialisé dans les questions de logique hypertextuelle, les moyens de communication numériques et leur incidence sur l'enseignement. Il a dirigé et coécrit une importante histoire de la littérature italienne en deux volumes (Storia della letteratura italiana nell'orizonte europeo, Oberon, 1993) et a fait paraître de nombreux articles et essais sur la littérature (notamment sur Guido Cavalcanti, Dante, Pétrarque, Leopardi, Manzoni), l'art et la culture. Il est l'auteur de quatre recueils de poèmes: La mente irretita (Manni, 2008), I segnalibri di Berlino (Campanotto, 2009), Versi inutili e altre inutilità (Edicit, 2010) et Viaggio all'osteria della terra (Manni, 2012), qui a reçu un chaleureux accueil critique en Italie. En 2013 il donne en Italie sa première fiction, également publiée par les éditions Manni (http://www.mannieditori.it) : Due perfetti sconosciuti. Le premier de ses recueils a très vite été publié en France par les éditions vagabonde, alors installées à Marseille (http://www.vagabonde.net)). Sous le titre : La Pensée prise au piège, il a signalé la singularité d'une voix dont le déplacement effectué dans le registre de la fiction affirme, humour, verve, pensée critique en sus, la force et la fertilité. Nous voici face à une œuvre littéraire qui a su se donner le temps d'émerger et avance sans faux pas. Deux parfaits inconnus est publié en France à la fin de 2014 par les éditions chemin de ronde. À l'occasion de la parution française de La Pensée prise au piège, Gérard Arseguel a pu écrire de son travail poétique, dans la revue Europe : "Sans cesse relancée par la recherche d'un surcroît d'exactitude, mais rendue abrupte par une conduite du vers qui prend appui sur le tracé d'une pensée qui assiste à son émergence, la phrase poétique de Michele Tortorici a, dans sa verticalité sinueuse, quelque chose de saisissant. Mais plus que de sa virtuosité technique, le charme profond de La Pensée prise au piège vient de l'amère et virile tendresse d'une voix qui rappelle celles, toujours si proches et si nécessaires, d'Umberto Saba et d'Ungaretti." (Europe, n° 985, mai 2011, p. 381.)
Michele Tortorici est très régulièrement invité à lire ses poèmes et a entrepris avec la flûtiste Annalisa Spadolini une réflexion sur le rapport entre musique et voix dans la mise en scène du texte poétique conçue comme un concert : un rapport d'intégration et non de simple accompagnement, dont tous deux ont exposé les principes lors de leur intervention à deux voix, "Musica e poesia : una partitura nel testo parlato", au congrès international "Musica, arti, creatività" (Rome, 2011).

## Publications en italien
- Storia della letteratura italiana nell'orizzonte europeo (dir.), Milano, Oberon, 2 vols., 1993.  (ISBN 88-8009-001-1).
- La mente irretita, presentazione di Mario Lunetta, San Cesario di Lecce, Manni Editore, coll. "Pretesti", n° 334, 2008  (ISBN 978-88-6266-053-2).
- I segnalibri di Berlino. Trilogia con proscritto, prefazione di Maddalena Fumagalli, Pasian di Prato (Udine), Campanotto Editore, 2009  (ISBN 978-88-456-1062-2). (Edizione bilingue, traduzione in tedesco di Giangaleazzo Bettoni.)
- Versi inutili e altre inutilità, illustrazioni di Marco Vagnini, Foligno, Edicit, 2010  (ISBN 978-88-96157-15-2).
- Viaggio all'osteria della terra, prefazione di Mario Lunetta, Manni Editore, coll. "Pretesti", 2012  (ISBN 978-88-6266-411-0).
- Due perfetti sconosciuti, Manni Editore, coll. "Pretesti", 2013  (ISBN 978-88-6266-529-2)
- Fine e principio. Quattro contaminazioni (Poesie 2011-2014), illustrazioni di Marco Vagnini, Roma, Editoriale Anicia, coll. "Le Parole e i Sensi", n° 6, 2015  (ISBN 978-88-6709-188-1).
- La musica delle parole. Come leggere il testo poetico, presentazione di Gilberto Scaramuzzo, Roma, Editoriale Anicia, coll. "Teoria e storia dell'educazione”, 2016  (ISBN 978-88-6709-217-8).
- Il cuore in tasca, prefazione di Francesco Muzzioli, Manni Editore, coll. "Pretesti", 2016  (ISBN 978-88-6266-759-3).
- Piante del mio giardino, Pasian di Prato (Udine), Campanotto Editore, 2018  (ISBN 978-88-456-1631-0).
- Una confessione spontanea. Un'altra domenica di Odetta, Manni Editore, coll. "Pretesti", 2018  (ISBN 978-88-6266-894-1).
- Due bugie di Dante. Ciacco e Filippo Argenti non sono mai esistiti. Perché l'autore se li è inventati ?, Roma, Editoriale Anicia, coll. "Teoria e storia dell'educazione”, 2018  (ISBN 978-88-6709-367-0).
- L'ultima àncora. Cinque favole di vita quotidiana et Tre cronache sulla “bomba” (Poesie 2020-2021), Roma, Editoriale Anicia, 2022  (ISBN 978-88-6709-367-0).

## Publications en français
- La Pensée prise au piège, traduit et préfacé par Danièle Robert, Marseille, vagabonde, 2010  (ISBN 978-2-919067-00-8).
- Deux parfaits inconnus, traduit par Danièle Robert, Cadenet, les éditions chemin de ronde, coll. "Stilnovo", 2014  (ISBN 978-2-905357-10-6).

## Sur Michele Tortorici en français
- Gérard Arseguel, à propos de La Pensée prise au piège, in Europe (Paris), n° 985, mai 2011, pp. 380-381.

- Danièle Robert, "Carrousel des barques, carrousel des mots (sur un poème de Michele Tortorici, Porto di giorni)", in Atlas, Trentièmes Assises de la traduction littéraire (2013), Arles, Actes Sud, 2014, pp. 160-164.
- Serge Airoldi, à propos de Deux parfaits inconnus, in Europe, n° 1034-1035, juin-juillet 2015, pp. 323-324.